# Susperia
Susperia est un groupe de black et thrash metal norvégien, originaire de Haslum. Susperia n'est pas un groupe satanique, bien que les paroles remettent en question le point de vue respectable de la chrétienté,.

## Biographie

### Débuts

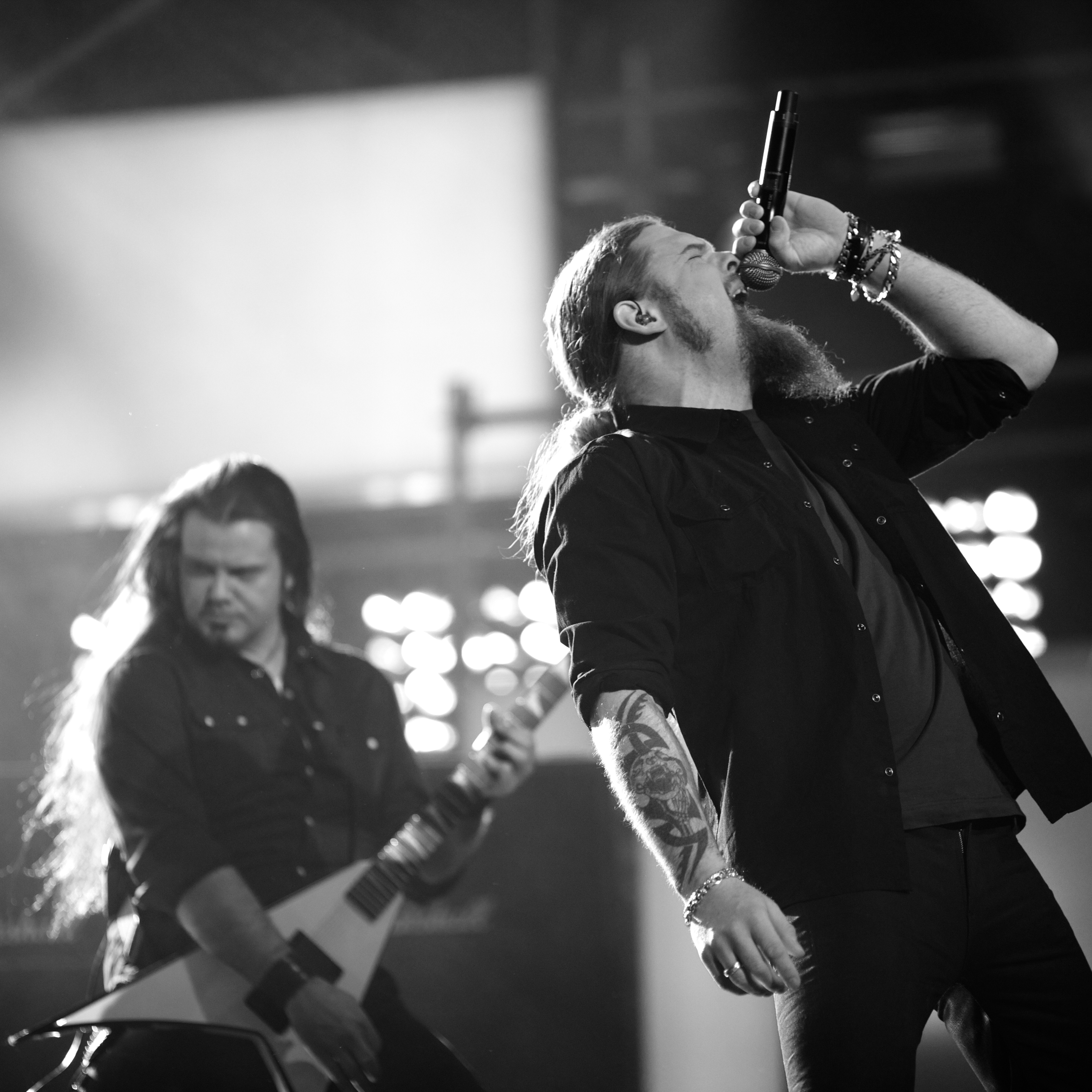
Elvorn et Athera en 2011.

Le groupe est formé en octobre 1998 à Haslum, lorsque Tjodalv, qui est alors à l'époque batteur dans le groupe de black metal symphonique Dimmu Borgir, partage ses idées avec Cyrus, qui prendra le rôle de guitariste. À l'origine, le groupe s'appelait Seven Sins, mais quand ils ont découvert qu'un autre groupe portait ce nom, ils décident de le changer. Ils choisissent donc le nom de Susperia en référence au film d'horreur Suspiria. Ils ont cependant légèrement changé l'orthographe afin d'éviter tout problème de droits d'auteurs. En 2000, le groupe enregistre sa première démo intitulée Illusions of Evil.
Susperia signe au label Nuclear Blast, et publie un premier album studio, Predominance, enregistré aux Abyss Studios. Le groupe part ensuite en tournée avec In Flames, Nevermore, Lacuna Coil et Dimmu Borgir. Le deuxième album du groupe, intitulé Vindication, sort en 2002, toujours enregistré chez Abyss. Susperia quitte Nuclear Blast, leur reprochant un manque d'implication dans la promotion de l'album. À la fin de 2003, Susperia signe avec Tabu Recordings, un label norvégien, et prévoit la sortie d'un nouvel album, intitulé Unlimited pour février 2004. Une fois sorti, l'accueil réservé à cet album est meilleur que pour les sorties précédentes.
En septembre 2005, Susperia publie l'EP Devil May Care, qui atteint les 19e et 21e place des classements norvégiens,. À la fin de 2005, Susperia prévoit une brève tournée européenne après la sortie de Devil May Care.

### Cut from StoneetAttitude

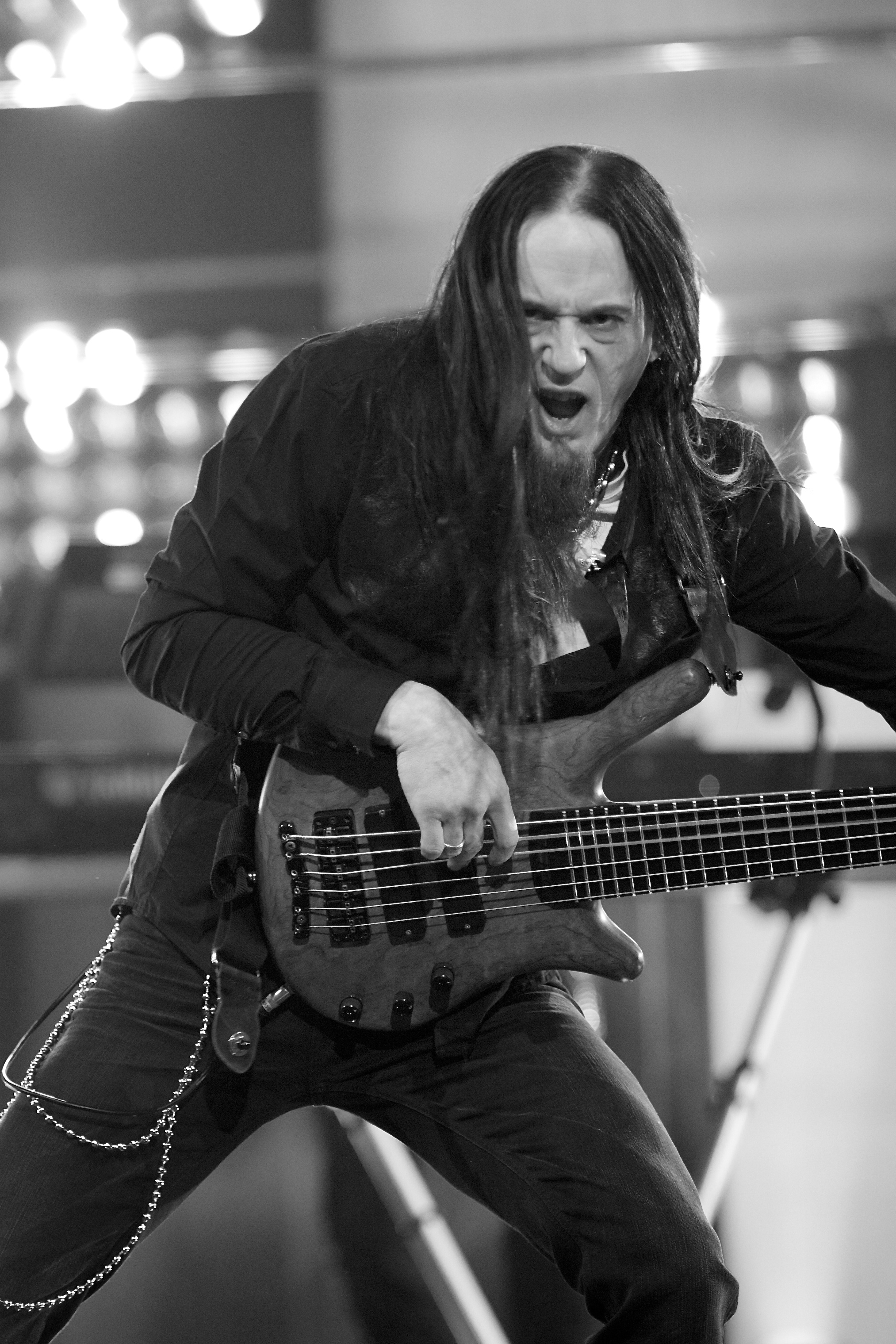
Memnock, le bassiste du groupe.

Après leur tournée, le groupe fait face à des problèmes de formation et de management. Susperia publie son quatrième album studio Cut from Stone le 9 avril 2007. l'album atteint la 39e place des classements musicaux norvégiens. En avril la même année, le groupe part en tournée avec W.A.S.P. en Norvège, Suède et au Royaume-Uni avec Onslaught. Le batteur Tjodalv se brise une jambe après être tombé. Il est temporairement remplacé par Anders Haave du groupe Blood Red Throne.
En 2008, le groupe passe la majeure partie de son temps à l'écriture de son nouvel album. Le groupe quitte Tabu Recordings, et signe avec Candlelight Records au début de 2009. Ils sortent en 2009 l'album Attitude. Le 9 mars 2009, Athera est pris d'une crise cardiaque et amené aux urgences de Lørenskog, souffrant d'importants maux d'estomac, et d'une hémorragie,. Il est emmené en sale d'opération pour subir un triple pontage aorto-coronarien le 16 mars 2009.

### We Are the Ones
En 2010, le groupe commence à écrire un nouvel album et joue occasionnellement en concert. Au début de 2011, Mustis de Dimmu Borgir se joint à Susperia. Ensemble, ils jouent Nothing Remains, et se qualifient au Melodi Grand Prix 2011. Le 11 novembre 2011, le groupe publie son nouvel album We Are the Ones.
À la fin de mai 2015, le groupe annonce rechercher un nouveau chanteur, Athera ayant quitté Susperia à cause notamment de problèmes de santé. Le 5 août 2015, le nouveau chanteur du groupe annoncé s'appelle Bernt Fjellestad du groupe Guardians of Time.

## Membres

### Membres actuels
- Memnock – basse (depuis 2000)[4]
- Tjodalv – batterie (depuis 2000)[4]
- Elvorn – guitare (depuis 2000)[4]
- Cyrus –  guitare (depuis 2000)[4]
- Bernt Fjellestad – chant (depuis 2015)[4]

### Anciens membres
- Athera – chant (2000-2015)[4]

## Discographie
- 2000 : Predominance
- 2002 : Vindication
- 2004 : Unlimited
- 2007 : Cut from Stone
- 2009 : Attitude

### Autres
- 2000 : Illusions of Evil (démo)
- 2005 : Devil May Care (EP)
- 2011 : Nothing Remains (single)
- 2011 : We Are the Ones (compilation)